# Friday Night Funkin'

logotyp

Boyfriend

Friday Night Funkin' är ett open source-datorspel som gavs ut 2020.
Spelet är ett rytmspel där spelaren styr figuren "Boyfriend" i sång-battles mot olika motståndare. Spelet går ut på att använda piltangenterna på datorn för att härma motståndarens noter. Det finns en mängd olika "mods" med olika nya figurer.